# Pomatias
Pomatias is een geslacht van weekdieren uit de klasse van de Gastropoda (slakken).

## Soort
- Pomatias elegans (O. F. Müller, 1774)